# Jarius Wright
Jarius Wright (Warren, 25 novembre 1989) è un giocatore di football americano statunitense che milita nel ruolo di wide receiver per i Carolina Panthers della National Football League (NFL). Al college ha giocato a football ad Arkansas.

## Carriera professionistica

### Minnesota Vikings
Il 28 aprile 2012, Wright fu scelto nel corso del quarto giro (123º assoluto) del Draft NFL 2012 dai Minnesota Vikings. Nella vittoria della settimana 10 contro i Detroit Lions, Wright guidò i Vikings con 65 yard ricevute e segnò un touchdown su passaggio di Christian Ponder. La sua stagione da rookie si concluse con 22 ricezioni per 310 yard ricevute e 2 touchdown.
Nella settimana 14 della stagione 2014, Wright fu decisivo quando ricevette dal quarterback Teddy Bridgewater il passaggio da touchdown da 87 yard che diede la vittoria ai Vikings nei supplementari contro i Jets, in una gara che concluse con 4 ricezioni per 123 yard.

### Carolina Panthers
Il 19 marzo 2018 Wright firmò un contratto biennale con un'opzione per un terzo anno con i Carolina Panthers.